# Vallo Raun
Vallo Raun (offiziell Valdo, * 19. Januar 1935 in Pärnu; † 25. Februar 2024) war ein estnischer Schriftsteller, Hörspielautor und Bibliophiler.

## Leben
Raun machte 1954 in Tallinn Abitur und studierte anschließend an der Pädagogischen Hochschule in Tallinn estnische Philologie. Nach seinem Abschluss 1959 arbeitete er einige Jahre in verschiedenen Zeitungsredaktionen und ab 1963 bei der Zeitschrift Kultuur ja Elu. Außerdem war er zwischen 1981 und 1989 Redakteur bei der Zeitschrift Teater. Muusika. Kino.
Raun war von 1966 bis 1989 Mitglied der KPdSU. Der estnische Schriftsteller und Politiker Mait Raun ist sein Sohn, der estnische Schriftsteller und Journalist Ott Raun ist sein Bruder. In Estland war Vallo Raun vor allem bekannt als bibliophiler Büchersammler, der über eine Privatbibliothek mit über 6000 Bänden verfügte, in der sich auch Unikate finden, die nicht in den großen Bibliotheken Estlands sind oder sogar in der Nationalbibliographie fehlen.

## Literarisches Werk
Raun publizierte seit 1959 Kurzgeschichten und Feuilletons und schrieb für den estnischen Rundfunk zehn Hörspiele, die in den 1970er- und 1980er-Jahren aufgeführt, jedoch nicht gedruckt wurden. Sie wurden von der Kritik gelobt – ein Kritiker nannte Rauns stilistische Frische eine „eigentümliche Verflechtung von Lyrik und Groteske“ – und fanden teilweise sogar den Weg ins Ausland. Eines seiner Hörspiele wurde in deutscher Übersetzung von Irja Grönholm im WDR gesendet.

## Bibliografie
- Taave. Noorsoojutustus. ('Taave. Eine Jugenderzählung'). Tallinn: Eesti Raamat 1988. 108 S.
- Romantische Reise nach Dubrovnik. Hörspiel. Übersetzt von Irja Grönholm. Sendetermin 30. Juni 1991. WDR Köln.

## Sekundärliteratur
- Eerik Teder: Kiindumuseks raamat, in: Eesti Päevaleht 19. Januar 2000, S. 4.